# 겔레르트 언덕

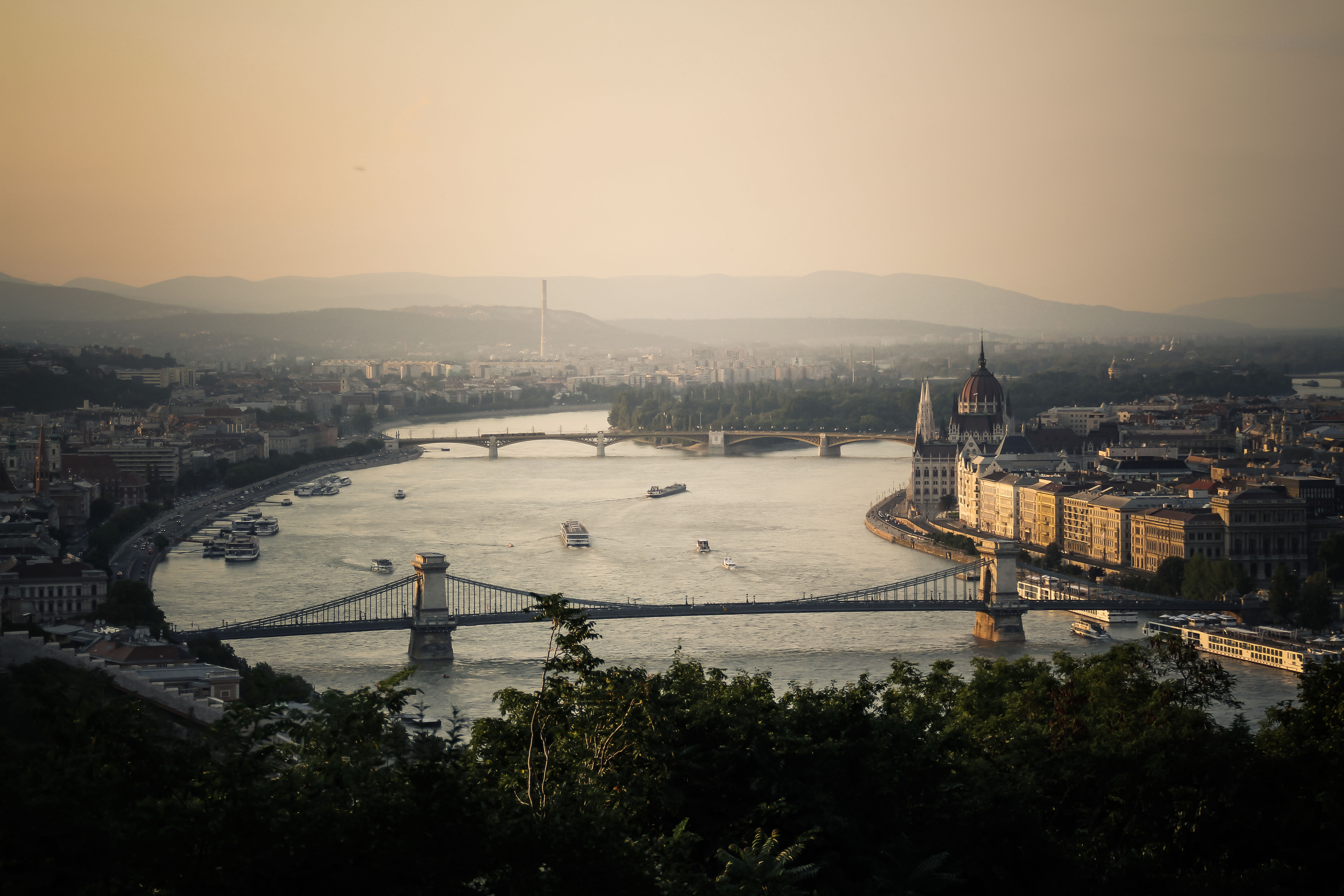
겔레르트 언덕에서 바라본 부다페스트 전경

겔레르트 언덕(헝가리어: Gellért-hegy)은 헝가리 부다페스트의 다뉴브강을 내려다보는 높이 235 m (771 ft)의 언덕이다. 바르케륄레트 (1구)와 우이부더 (11구)에 위치해 있다. 이 언덕은 언덕에서 던져져 죽은 성 겔레르트의 이름을 따서 명명되었다. 호텔 겔레르트와 겔레르트 온천은 언덕 기슭에 있는 겔레르트 광장에서 서버차그교 옆에 있다. 겔레르트 언덕 동굴도 언덕에 위치해 있으며 호텔과 다뉴브강을 마주보고 있다.

## 지질학
언덕은 부더 언덕에 속하지만 좁은 의미에서 사셰기로 구성된 남부 부더 산맥과 연결된다. 이 언덕들은 후기 삼첩기 시대의 주요 백운석을 기반으로 하지만 언덕 자체는 플라이스토세 후기에 지각 단절선을 따라 생겨났다. 이는 또한 이 지역 주변의 온천의 기원을 설명한다. 동굴은 단절선과 샘의 결과다. 그 중 가장 중요한 것은 교회가 있는 겔레르트 언덕 동굴이다.